# Карстовая шахта
Карстовая шахта (карстовая пропасть, природная шахта, вертикальная пещера) — пещера вертикального строения, состоящая преимущественно из вертикальных уступов, колодцев. Термин «карстовая шахта» был введён в 1950-е годы на заре советской спелеологии, когда большинство изучаемых пещер было сосредоточено в Крыму, где распространены вертикальные пещеры, представляющее собой одиночный колодец или серию колодцев, с очень короткими переходами между ними. В настоящее время количество изученных пещер многократно выросло, и их морфология представляет полный спектр от субгоризонтальных лабиринтов до субвертикальных систем. Понятие шахты стало весьма условным и употребляется редко.

## Вертикальная спелеология
Прохождение и исследование карстовых шахт вынудило спелеологов развить специальную технику преодоления вертикальных препятствий. Рождением вертикальной спелеологии можно считать спуск французского учёного Мартеля в 1889 году в вертикальную пещеру Падиракская пропасть (фр.), которая представляет собой пропасть глубиной около 100 м. С тех пор техника и снаряжение постоянно совершенствовались, что позволяло спускаться во всё более и более глубокие пропасти. В 1942 году французские спелеологи стали применять для спуска нейлоновую верёвку, в 1947 году впервые появились механические зажимы для подъёма по верёвке. В 1956 году в пещере Гуфр-Берже был преодолён рубеж глубины в 1000 м. К концу 1960-х годов в спелеологии сформировалась «техника одной верёвки», которая широко используется спелеологами сегодня. В 1983 году в пещере Жан-Бернар достигнута глубина свыше 1500 м. В 1996 году спелеологами Словении и Италии обнаружена и пройдена пещера Вртоглавица с самым глубоким на сегодня колодцем, 603 м. В 2004 году глубина свыше 2000 м достигнута в пещере Крубера-Вороньей.